# De tossede Mandfolk
De tossede Mandfolk er en dansk  stumfilm fra 1919, der er instrueret af Lau Lauritzen Sr. efter manuskript af Valdemar Hansen.

## Handling
Denne artikel mangler et handlingsreferat. Hjælp os med at skrive det.